# Roser Soliguer i Valls
Roser Soliguer i Valls   (Barcelona, 1922 - 15 de gener de 2020) va ser una pedagoga catalana.

## Biografia
Filla de Joan Soliguer i Artau (ca 1888-1947) i de Francesca Valls. Va ser fundadora i directora de l'Escola Santa Anna de Barcelona, en una línia educativa catalana i humanista influïda per Alexandre Galí i Artur Martorell. També era membre de l'Associació Amics del Montseny. Era vídua del filòsof Jaume Bofill i Bofill.
El 1997 va rebre la Creu de Sant Jordi, el 2002 la Medalla d'Honor de Barcelona i el 2003 la Medalla President Macià en reconeixement dels mèrits laborals.